# Almod
 (septembre 2022).
Almod, né au Xe siècle et mort le 17 mai 1033, est un bénédictin manceau, cinquième abbé du Mont Saint-Michel de 1024 à 1031 et deuxième abbé de Cerisy.

## Biographie

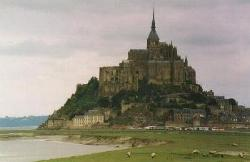
Le mont Saint-Michel.

Après avoir rendu les derniers honneurs à leur prélat Hildebert II, les religieux du mont Saint-Michel, crurent pouvoir exercer avec liberté les droits canoniques dont le duc de Normandie Richard Ier les avait investis pour l’élection de leurs abbés ; mais, s’étant assemblés pour élire un successeur à Hildebert, Richard II de Normandie ravit, par son influence directe, toute indépendance à leur choix. Dominés par l’autorité de celui-ci, les suffrages, se réunirent sur un prélat italien dont ces moines ignoraient le caractère et les mœurs.
Suppo, abbé de Saint-Frutare en Lombardie, et neveu du vertueux abbé Théodoric, alors à la tête du cloitre de Fécamp, fut ainsi élevé à la stalle du couvent du Mont Saint-Michel, mais ce prélat, redoutant les amertumes d’une dignité qu’il savait ne pas devoir aux sympathies de ceux qui la lui avaient déférée, en déclina les dangereux honneurs.
Almod, originaire de la ville du Mans, fut élu à sa place dans les premiers mois de l’an 1024, sous les auspices du duc Richard II. Cette soumission continua à ce couvent l’affection d’un prince qu’il comptait déjà au nombre de ses plus généreux bienfaiteurs.
Richard III de Normandie, dont le règne fut si court, acquit lui-même des droits à la reconnaissance de ce moutier, en lui continuant tous les privilèges et les domaines dont l’avait enrichi son prédécesseur : le duc Robert le Magnifique, son frère et successeur, ne se contenta pas d’approuver ces donations, il voulut encore joindre aux actes de munificence de ses ancêtres des témoignages de sa propre libéralité. Étant venu au Mont, lorsqu’il tourna son épée contre les Bretons, il donna à ce monastère huit moulins situés dans le diocèse d’Avranches, et cinq dans celui de Bayeux ; tout ce qui lui appartenait dans la vallée de Beuvron ; la moitié de l’île de Guernesey ; les droits seigneuriaux que Richard II avait conservés sur le village de Saint-Jean-près-la-mer et ses dépendances, Dragey, Poterel, Tissel, Gooh, Obre, la forêt de Bivie, le bois de Néron, etc.; et enfin les rentes, péages, coutumes et tous les autres droits qu’il s’était réservés sur l’autre moitié de Guernesey en l’abandonnant en fief à Néel Ier de Saint-Sauveur, à la valeur duquel il avait confié la défense de la frontière bretonne, et la garde du fort qu’il venait de fonder près l’embouchure du Couesnon.
Le Mont fut, peu de temps après, visité par le duc de Bretagne lui-même qui, au mois d’avril 1030, se jetait sur l’Avranchin avec l’armée la plus nombreuse qu’il eût pu réunir.  Alain III se rendit au Mont Saint-Michel avec Havoise, sa mère et son frère Guingoneuc, archevêque de Dol, et accompagné de plusieurs de ses barons. Il y confirma les donations faites par Conan et Geoffroy, son aïeul et son père, y ajouta les terres de Bahel, arrosées par le Couesnon, avec les marais quî en étaient une dépendance ; le village de Lunus, qui possédait un moulin, et la terre et seigneurie de Mourououh ; il en déposa lui-même les contrats sur l’autel de saint Michel, pendant la messe solennelle qu’Almod célébra en sa présence et en celle de sa cour, le dimanche de l’octave de Pâques.
Alain III ne tarda cependant pas à reparaître au Mont dans une position aussi humiliée qu’avait été fastueux le premier pèlerinage lorsque l’armée qu’il conduisait contre la Normandie trouva sa destruction et la honte dans les champs où elle apportait la mort et le ravage : Néel de Saint-Sauveur et Auvray le Géant surprirent ses troupes au moment où, cédant à l’ardeur du butin, elles s’étaient répandues dans les campagnes méridionales de l’Avranchin. Fondant sur elles, ils les taillèrent en pièces, et les jetèrent dans le Couesnon. Le duc lui-même ne dut son salut qu’à la rapidité de sa fuite.
Cependant, Robert ayant jugé le moment favorable pour replacer la couronne d’Angleterre, usurpée par Knut II de Danemark, sur la tête de ses cousins, Édouard et Alfred, fit équiper dans le port de Fécamp une flotte dont les nombreux vaisseaux reçurent son armée et prirent la mer. Battue et repoussée par les vents contraires, cette flotte dut chercher un refuge à Guernesey : elle y était retenue depuis vingt-cinq jours, lorsque Robert résolut de mettre à profit cette contrariété atmosphérique en tirant vengeance des nouveaux outrages de son vassal Alain III. Sa flotte fit donc voile pour la côte bretonne, et vint jeter l’ancre dans la baie du Mont Saint-Michel.
À la nouvelle de l’orage prêt à éclater sur lui, le duc de Bretagne n’eut d’autre espoir que la soumission. Il s’adressa à l’archevêque de Rouen et à l’abbé Almod, dont il réclama l’influence auprès du duc Robert. Ce prince se laissa fléchir par ces prélats. Alain III vint au Mont Saint-Michel, accompagné de l’archevêque normand, y trouver le duc ; ce pontife et l’abbé du Mont Saint-Michel achevèrent l’œuvre de réconciliation par leurs exhortations et leurs conseils. La concorde fut rétablie entre les ducs ennemis, par l’hommage qu’Alain fit de ses états entre les mains de son suzerain Robert.
L’intérêt qu’Almod témoigna, en cette circonstance, pour la cause du duc de Bretagne, lui coûta cependant l’amitié de son souverain : Robert ne vit dans cette affection que de l’ingratitude envers lui-même et il en conçut un ressentiment si profond qu’Almod se vit contraint, peu après, de déposer son bâton pastoral entre les mains du duc irrité, et de se condamner à un exil volontaire.

## Sources
- Fulgence Girard, Histoire géologique, archéologique et pittoresque du Mont Saint-Michel au péril de la mer, E. Tostain, 1843 (OCLC 1194216491, lire en ligne), p. 86-90.
- Véronique Gazeau (préf. David Bates et Michel Parisse), Normannia monastica (Xe – XIIe siècle) : II-Prosopographie des abbés bénédictins, Caen, Publications du CRAHM, 2007, 403 p. (ISBN 978-2-902685-44-8, lire en ligne).